# Жамм, Франсис
Франсис Жамм (фр. Francis Jammes; 2 декабря 1868 года, Турне, Верхние Пиренеи — 1 ноября 1938 года, Аспаррен, Атлантические Пиренеи) — французский поэт-символист.

## Биография
Учился в По, затем в Бордо. Служил помощником нотариуса. Его публикации заметили Малларме и А. Жид. С 1895 года целиком посвятил себя литературе. В 1901 году познакомился и сблизился с Клоделем, в 1905 году под его влиянием обратился в католичество, что нашло глубокое выражение в стихах и прозе. В 1928 году познакомился с Полем Валери. Переписывался с Клоделем, А. Жидом, Реми де Гурмоном, другими символистами. Был близок к кругу издательства «Меркюр де Франс», в котором обычно и печатался. При этом последовательно оставался провинциалом, стремился к простоте переживания и выражения, что во многом определило интерес к его стихам самых разных ценителей.

## Творчество и признание
Кроме стихов, собранных в книгах «De l’Angélus de l’aube à l’Angélus du soir» («От утреннего до вечернего благовеста», 1888—1897), «Le deuil des primeveres» (1898—1900), «Le triomphe de la vie» («Торжество жизни», 1900—1901), «Clairières dans le ciel» («Просветы в небе», 1902—1906), «Géorgiques chrétiennes» («Христианские георгики», 1912), Жамм писал и прозаические вещи, из которых наиболее характерны: «Le roman du lièvre» («Повесть о зайце»), «Pomme d’Anis» («Анисовое яблочко», 1904), «Ma fille Bernadette» («Моя дочь Бернадетта», 1910) и два уже послевоенных романа — «Cloches pour deux mariages» («Свадебные колокола», 1924) и «Janot poète» (1929). Творчество Жамма ценил Рильке (упоминающий французского поэта в «Записках Мальте Лауридса Бригге»), позднее — Кафка. Портрет Жамма оставил Жак-Эмиль Бланш. Музыку на его стихи писали Дариус Мийо, Артюр Онеггер, Лили Буланже, Жорж Брассенс и другие композиторы.

## Избранные сочинения

### Стихи
- De l’Angélus de l’aube à l’Angélus du soir (1898)
- Le Deuil des primevères (1901)
- Le Triomphe de la vie (1906)
- Clairières dans le ciel (1906)
- Les Géorgiques chrétiennes (1911—1912)
- Le Livre des quatrains (1923—1925)
- De tout temps à jamais (1935)
- Sources (1936)

### Проза
- Clara d’Ellébeuse (1898)
- Almaïde d'Étremont (1901)
- Le roman du lièvre (1903)
- Pomme d’anis (1904)
- Janot poète (1928)

## Жамм в России
Стихи и прозу Жамма на русский переводили Иннокентий Анненский, В. Брюсов, И. Эренбург, Б. Лившиц, С. Шервинский, Вс. Рождественский, Юрий Марр, Вера Аренс и другие. О. Мандельштам упоминает его в стихотворении «Аббат» (1915, строфа впоследствии исключена):
И, самый скромный современник,
Как жаворонок, Жамм поет, —
Ведь католический священник
Ему советы подает.

## Публикации на русском языке
- Стихи и проза. — М., 1913.
- [Стихи]// Тень деревьев. Стихи зарубежных поэтов в пер. И. Эренбурга. — М., 1969. — С. 158—177.
- [Стихи]// Поэзия французского символизма. — М.: Изд-во МГУ, 1993. — С. 223—230.